# Централноавстралийска тиликва
Централноавстралийските тиликви (Tiliqua multifasciata), наричани също централноавстралийски синьоезични гущери, са вид влечуги от семейство Сцинкови (Scincidae).
Разпространени са в пустинни и полупустинни местности в северната и централната част на Австралия. Едни от най-едрите сцинкове, те имат късо и масивно тяло и издължена опашка, а на цвят са светлокафяви, с поредица напречни оранжево-кафяви ивици. Хранят се със семена, насекоми, животински изпражнения и мърша.